# There Goes My Baby (bài hát của Usher)
"There Goes My Baby" là một bài hát của ca sĩ người Mỹ Usher. Nó được sáng tác bởi James Scheffer, Frank Romano, Danny Morris và Rico Love, trong đó phần sản xuất do Love và Jim Jonsin thực hiện. Bài hát lần đầu được phát hành dưới dạng đĩa đơn quảng bá thứ hai cho album phòng thu thứ sáu của anh, Raymond v. Raymond (2010) vào ngày 9 tháng 2 năm 2010. Sau đó, nó được phát hành trên sóng phát thanh rhythmic và urban như là đĩa đơn thứ 4 trích từ album tại Mỹ vào ngày 15 tháng 6 năm 2010 bởi LaFace Records. "There Goes My Baby" còn xuất hiện trong album tiếp theo của Usher, Versus.
Bài hát nhận được những phản ứng tích cực từ các nhà phê bình âm nhạc đương đại, trong đó họ đánh giá cao phần hát giọng gió của nam ca sĩ. Nó đạt vị trí thứ 25 trên Billboard Hot 100, và đứng đầu bảng xếp hạng Hot R&B/Hip-Hop Songs. Với thành tích trên, Usher đã cân bằng với Ray Charles và R. Kelly trong danh sách những nghệ sĩ có nhiều lần quán quân bảng xếp hạng này, với 11 lần. Trong video ca nhạc của "There Goes My Baby", Usher theo đuổi người yêu của mình, bên cạnh nhiều cảnh quay ái ân táo bạo. Nhìn chung, giới chuyên môn giành nhiều lời khen ngợi cho video, gọi đây là hình ảnh quen thuộc của Usher. Usher đã biểu diễn bài hát nhiều lần, bao gồm lễ trao giải BET Awards năm 2010. "There Goes My Baby" giúp Usher giành một giải Grammy ở hạng mục Trình diễn giọng R&B nam xuất sắc nhất, tại giải Grammy lần thứ 53 năm 2011.

## Diễn biến thương mại
Dưới danh nghĩa là đĩa đơn quảng bá, bài hát ra mắt trên bảng xếp hạng Billboard Hot 100 ở vị trí thứ 71, nhờ vào doanh thu tải nhạc số. Nó rời khỏi đây ngay tuần sau, trước khi vươn đến vị trí thứ 25 với việc phát hành làm đĩa đơn. Nó đứng đầu bảng xếp hạng Hot R&B/Hip-Hop Songs trong 4 tuần liên tiếp, trở thành bài hát thứ 11 của anh làm được điều này, và trụ lại trong 71 tuần. Đây cũng là bài hát thứ 4 liên tiếp từ Raymond v. Raymond lọt vào top 10 bảng xếp hạng R&B và top 40 của Hot 100, một thành tích tốt nhất của anh kể từ kỷ nguyên Confessions.

## Video ca nhạc

### Tổng quan và nội dung
Video ca nhạc cho "There Goes My Baby" được ghi hình vào ngày 16 tháng 6 năm 2010 tại Malibu, California, do Anthony Mandler làm đạo diễn, và mất 15 giờ quay. Trong khoảng thời gian chuẩn bị thể lực để tiến hành những cảnh quay, Usher trả lời với People: "Bạn đã 31 tuổi, và khi bạn cởi áo ra, bạn chắc chắn phải có lý do gì đó!". Một bản ngắn của video được phát hành vào ngày 12 tháng 7 năm 2010, trước khi bản đầy đủ ra mắt trên 106 & Park và Vevo sau đó một ngày.

Usher và người yêu của anh có những hành động quyến rũ trên giường.

Mở đầu với những hình ảnh mơ hồ, Usher trong trang phục màu đen, đứng hát dưới ánh mặt trời mọc. Trong khi thực hiện những động tác vũ đạo lấy cảm hứng từ thái cực quyền, anh ấy bắt đầu theo đuổi một cô gái, xen kẽ với những hình ảnh nam ca sĩ cởi trần trong phông nền đen.
Usher theo đuổi người tình trong một con đường tối tăm, ở đây nam ca sĩ cởi tất của cô gái và họ đã có nhiều cảnh lãng mạn với nhau. Sau đó Usher còn nhảy lên ban công của căn nhà sau núi để hôn cô gái. Mối quan hệ đi đến cao trào khi anh và người tình của mình có những hành động ái ân trên giường, trong khoảnh khắc hai người chỉ còn nội y trên người. Vào những cảnh cuối, anh chạy xe trên một con đường và những hình ảnh về cô gái liên tục hiện ra trong tâm trí của Usher.

### Tiếp nhận
Jayson Rodriguez của MTV News có những đánh giá tích cực cho clip: "Với video của "There Goes My Baby", Usher đã chứng minh cho mọi người rằng anh không bị bỏ lại phía sau". Brad Wete của Entertainment Weekly có những suy nghĩ trái chiều, và so sánh nó với video của bài hát "Trading Places" (2008).

## Danh sách bài hát
- Tải kĩ thuật số[11]

1. "There Goes My Baby" - 4:44

## Xếp hạng
| Bảng xếp hạng (2010)                     | Vị trí cao nhất |
| ---------------------------------------- | --------------- |
| Hoa Kỳ Billboard Hot 100                 | 25              |
| Hoa Kỳ Hot R&B/Hip-Hop Songs (Billboard) | 1               |

### Xếp hạng cuối năm
| Bảng xếp hạng (2010)      | Vị trí |
| ------------------------- | ------ |
| U.S. Billboard Hot 100    | 83     |
| U.S Hot R&B/Hip-Hop Songs | 2      |
| U.S. Hot Radio Songs      | 45     |

## Lịch sử phát hành
| Quốc gia | Ngày                | Định dạng                         |
| -------- | ------------------- | --------------------------------- |
| Hoa Kỳ   | 15 tháng 6 năm 2010 | Sóng phát thanh Rhythmic và urban |